# Ліньчжиїт
Ліньчжиїт — це силіцид заліза мінерал із формулою FeSi2. Він був відкритий у 1960-х роках у Донецькій області в Україні та отримав назву фердисиліцит, але не був схвалений Міжнародною мінералогічною асоціацією. Пізніше його було повторно відкрито поблизу Ліньчжі в Тибеті. Ліньчжиїт зустрічається разом з іншими рідкісними мінералами силіцидів заліза, ксифенгітом (Fe5Si3) і наквітом (FeSi).